# 슈퍼노바 (음악 그룹)
슈퍼노바(Supernova)는 대한민국의 5인조 댄스 그룹으로 SV엔터테인먼트에 소속되어 있다. 2007년 8월 2일 M.net의 스타 발굴 육성 프로그램 'M!Pick'에서 처음 모습을 보이게 되었고, 2007년 싱글 앨범 '1st Single'로 정식 데뷔하였다.

## 개요
2004년 겨울 SG워너비의 소속사인 GM엔터테인먼트에서 아이돌 그룹 프로젝트를 시작했다. 김광수 제작이사와 비디오 감독 차은택, 사진작가 조세현, 스타일리스트 김우리가 책임을 맡았다.
애초에 5인조로 활동 계획이었던 이들(가칭 GM 5인조)은 1명의 멤버가 빠지고 2명이 새로 들어오는 과정에서 6인조로 바뀌었고, 그룹명은 맥스MP3 공모에 당선된 초신성(별 중의 가장 빛나는 별)이 최종으로 결정되었다. 이로써 탄생된 김성제, 김광수, 송지혁, 박건일, 정윤학, 윤성모로 구성된 초신성은 데뷔 전 멤버별로 연기활동, 뮤직비디오, 콘서트, 교복 광고(엘리트) 등에서 활약했다.
초신성은 2007년 8월 2일 엠넷의 스타 발굴 육성 프로그램 'M!Pick'에서 처음 모습을 보이게 되었다. 그룹 결성과 동시에 개설한 팬카페 스플랜드는 데뷔 전부터 13,000여 명의 회원을 갖고 있었고, 부산에서 촬영한 타이틀곡 'HIT'의 뮤직드라마(60분)와 뮤직비디오에는 200여명의 팬들이 몰렸다. 리드보컬 성모의 허리디스크로 인해 안무를 다시 짜는 등 우여곡절 끝에 2007년 9월 16일 성남 SG워너비 콘서트 게스트로 첫 무대를 성공적으로 마치고, 9월 21일 뮤직뱅크에서 'HIT'로 공중파 데뷔를 하게 되었다. 11월 4일 처음으로 진행된 팬사인회에도 1,500명이 넘는 인파가 몰려와 화제가 되었다. 또한, 일본에서 이벤트, 콘서트 등을 개최하면서 일본에 'MILKY WAY'라는 팬클럽이 결성되었다.
GM엔터테인먼트의 김광수 제작이사가 엠넷미디어(지금의 CJ E&M)의 본부장으로 취임하면서, 초신성도 데뷔하기 이전인 2006년 가을에 엠넷미디어로 함께 이적했다. 그러나 2010년 6월 초만 해도 GM엔터테인먼트에 소속되어 있던 초신성은 2010년 6월 말이나 7월부터 마루기획으로 이적했다.
2018년 6월 21일 성모를 뺀 나머지 5명이 마루기획과 전속계약이 만료되었다. 2018년 9월 9일 성모를 제외하고 5명이 슈퍼노바라는 새 이름으로 활동을 재개했다. 성모는 2018년 8월 31일로 뒤늦게 계약이 종료되었기 때문에 솔로 가수로 당분간 활동한다.

## 구성원
| 이름 | 소개 |
| ---- | --- |
| 윤학 | - 본명 : 정윤학 - 생년월일 : 1984년 12월 2일(40세) - 출생지 : 대한민국 - 학력 : 아이치 대학 경영학과 - 활동기간 : 2007년 8월 2일 ~ 현재               |
| 성제 | - 본명 : 김성제 - 생년월일 : 1986년 11월 17일(38세) - 출생지 : 대한민국 - 학력 : 경희사이버대학교 정보통신학과 - 활동기간 : 2007년 8월 2일 ~ 현재     |
| 광수 | - 본명 : 김광수 - 생년월일 : 1987년 4월 22일(37세) - 출생지 : 대한민국 서울특별시 - 학력 : 중앙대학교 연극영화과 - 활동기간 : 2007년 8월 2일 ~ 현재   |
| 지혁 | - 본명 : 송헌용 - 생년월일 : 1987년 7월 13일(37세) - 출생지 : 대한민국 - 학력 : 성균관대학교 연기예술학과 - 활동기간 : 2007년 8월 2일 ~ 현재          |
| 건일 | - 본명 : 박건일 - 생년월일 : 1987년 11월 5일(37세) - 출생지 : 대한민국 서울특별시 - 학력 : 동국대학교 연극영상학과 - 활동기간 : 2007년 8월 2일 ~ 현재 |

### 이전 구성원
| 이름 | 소개 |
| ---- | --- |
| 성모 | - 본명 : 윤성모 - 생년월일 : 1987년 6월 15일(37세) - 출생지 : 대한민국 - 학력 : 경희사이버대학교 정보통신학과 - 활동기간 : 2007년 8월 2일 ~ 2018년 6월 21일 |

## 필모그래피

### 영화
- 2010년  《너에게 러브송을》 주연

## 음반
| 정규 음반 - 2007: The Beautiful Stardust (한국) EP 음반 - 2007: 1집 싱글 앨범 - 2010: 1집 미니 앨범 Time To Shine (EP) - 2012: 2집 미니 앨범 Stupid Love (EP) - 2012: 2집 싱글 앨범 | 일본 정규 음반 - 2009: 1집 hana - 2010: 2집 ★★★★★★ - 2010: 3집 Hop Step Jumping！ - 2011: 4집 4U |